# Maria Nowicka (ur. 1933)
Maria Grażyna Nowicka (ur. 4 czerwca 1933 w powiecie dubieńskim) – polska lekarka, poseł na Sejm PRL V kadencji.

## Życiorys
Uzyskała wykształcenie wyższe w stopniu doktora nauk medycznych. Z zawodu lekarka, zatrudniona jako ordynator oddziału noworodków w Szpitalu Powiatowym w Piszu. W 1969 uzyskała mandat posła na Sejm PRL w okręgu Olsztyn z ramienia Polskiej Zjednoczonej Partii Robotniczej, zasiadała w Komisji Zdrowia i Kultury Fizycznej. Odznaczona Srebrnym Krzyżem Zasługi.

## Odznaczenia
- Srebrny Krzyż Zasługi